# Roméo de Cologne
 (juillet 2020).
Pour plus de détails, voir Fiche technique et Distribution.
Roméo de Cologne (Scent-imental Romeo en anglais) est un cartoon américain Merrie Melodies de 1951 réalisé par Chuck Jones mettant en scène Pépé le putois. 